# Duncan Hines
Duncan Hines (26 mars 1880 - 15 mars 1959) était un journaliste américain et l'un des pionniers de la critique gastronomique.
Né à Bowling Green dans le Kentucky, Hines commence par travailler comme démarcheur pour une maison d'édition basée à Chicago, ce qui le contraint à voyager beaucoup. Souvent pressé et les grands établissements de renom se faisant rare aux États-Unis à l'époque, il teste au hasard les petits restaurants locaux. En 1935, alors âgé de 55 ans, il commence à tenir une liste pour ses amis de tous les bons restaurants à travers le pays dans lesquels il a déjà pu manger. Cette liste remporte un franc succès si bien qu'il décide d'en faire un livre : Adventures in Good Eating. Ce dernier devient rapidement populaire et Hines sort un second guide répertoriant cette fois-ci les bons hôtels où passer la nuit. 
En 1953, Hines vend ses droits sur son nom ainsi que celui de son guide à l'Institut Hines-Park qui en fait une licence pour différentes denrées alimentaires. La licence fut vendue à la société Nebraska Consolidated Mills qui développa et commercialisa les premiers gâteaux « Duncan Hines ». En 1957, les gâteaux sont cédés au grand groupe américain Procter & Gamble qui lança véritablement la marque à l'international.
Le label Duncan Hines est, depuis 1998, détenu par Pinnacle Foods. De nombreux monuments son érigés en son honneur à Bowling Green et une portion de l'autoroute US 31 porte même le nom de « Duncan Hines Highway » (« Autoroute Duncan Hines »).